# Selevinia betpakdalaensis
Selevinia betpakdalaensis és una espècie de mamífer rosegador de la família dels lirons. Viu al Kazakhstan i, possiblement, l'extrem nord-occidental de la Xina. S'alimenta d'insectes, especialment llagostes. El seu hàbitat natural són els deserts de sòl pedregós, argilós o salí dominats per artemísies i amarantàcies. Està amenaçat per la destrucció del seu entorn a causa de l'extracció d'arbustos de Spiraeanthus.